# Fouad Makhout
Fouad Makhout (Roosendaal, 23 juni 1985) is een Marokkaans-Nederlands voetballer die als aanvaller voor RBC Roosendaal speelde.

## Carrière
Fouad Makhout speelde in de jeugd van RBC Roosendaal, waar hij in 2004 aansloot bij de eerste selectie. Hij debuteerde voor RBC op 22 augustus 2004, in de met 5-1 verloren uitwedstrijd tegen FC Utrecht. Hij kwam in de 73e minuut in het veld voor Damiën Hertog. Na het ontslag van Jan van Dijk, kwam Makhout onder Dolf Roks en Robert Maaskant minder aan spelen toe. In het seizoen 2006/07 kwam hij zelfs helemaal niet aan spelen toe, en zijn aflopende contract werd niet verlengd. Hierna stopte Makhout met veldvoetbal en ging in de zaal voor Malabata en MMS/United spelen. In de winter van 2012 keerde hij weer terug in het veldvoetbal bij RSC Alliance, waarna hij ook nog voor SC Kruisland speelde. Ook speelde hij hiernaast nog voor het zaalvoetbalteam Bristol Team/Osaka.

### Statistieken
| Seizoen                    | Club           | Land           | Competitie     | Competitie | Competitie | Beker | Beker | Totaal | Totaal |
| Seizoen                    | Club           | Land           | Competitie     | Wed.       | Dlp.       | Wed.  | Dlp.  | Wed.   | Dlp.   |
| -------------------------- | -------------- | -------------- | -------------- | ---------- | ---------- | ----- | ----- | ------ | ------ |
| 2004/05                    | RBC Roosendaal | Nederland      | Eredivisie     | 10         | 0          | 2     | 0     | 12     | 0      |
| 2005/06                    | RBC Roosendaal | Nederland      | Eredivisie     | 11         | 0          | 1     | 0     | 12     | 0      |
| 2006/07                    | RBC Roosendaal | Nederland      | Eerste divisie | 0          | 0          | 0     | 0     | 0      | 0      |
| Carrièretotaal             | Carrièretotaal | Carrièretotaal | Carrièretotaal | 21         | 0          | 3     | 0     | 24     | 0      |
| Bijgewerkt op 18 juli 2018 |                |                |                |            |            |       |       |        |        |